# Leonhard Romeis
Leonhard Romeis (né le 13 janvier 1854 à Höchstadt an der Aisch et mort le 17 novembre 1904 à Munich) est un architecte bavarois de l'historicisme.

## Biographie

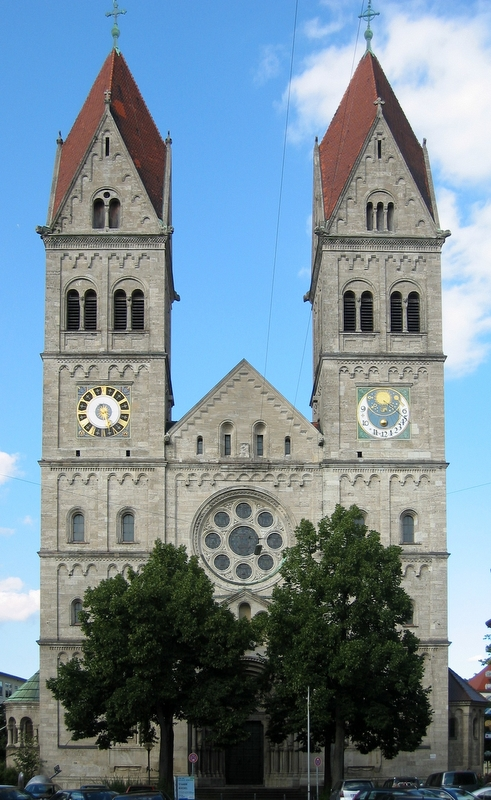
Église Saint-Bennon de Munich.

Romeis est né fils d'un menuisier. Un bénéficiaire, à qui le garçon est envoyé pour des cours de dessin, reconnaît très tôt son talent artistique. Sur ses conseils, il est envoyé à l'école royale des arts appliqués de Munich. À la fin, Romeis se rend en Italie. En 1886, il est nommé professeur à l'École des arts appliqués de Munich.
La même année, il épouse la fille marchande de Bamberg, Anna Ramis, avec qui il a cinq enfants. Son fils aîné Benno Romeis (de), né en 1888, travaille comme anatomiste à l'Université de Munich. Son fils Karl Romeis (de) (1895-1960) est sculpteur. Romeis meurt le 17 novembre 1904 à l'âge de 50 ans d'un AVC. Il reçoit l'ordre de Saint Michel.

## Réalisations
De 1886 à 1904, il conçoit de nombreuses villas pour artistes et publicistes à Munich, dont les maisons d'Anton Heß, du peintre de genre Eduard von Grützner, de l'éditeur Georg Hirth et du brasseur Joseph Schülein. Il planifie également la rue Richard-Wagner-Strasse avec le département féminin de l'école royale des arts appliqués de Munich et l'immeuble d'appartements de la Schackstrasse 2.
Sa réalisation créative la plus remarquable est la construction de l'église paroissiale Saint-Bennon à Munich. Aujourd'hui, il est considéré comme l'un des exemples les plus significatifs sur le plan artistique des édifices religieux néo-romans du sud de l'Allemagne. Une église réalisée par Romeis est construite à Fremdingen.
Un autre bâtiment important de Romeis est la Villa Liebieg à Francfort-Sachsenhausen, qui est devenu plus tard le musée " Liebieghaus ". Romeis travaille également à Bamberg, où il a conçu, entre autres, le "Tivoli-Schlösschen" dans la Pödeldorfer Straße.
La maison de campagne qu'il conçoit sur l'Aribostraße 1, à Rottach-Egern, qui est achevée en 1905, figure également sur la liste des monuments historiques.